# Simplicia siamensis
Simplicia siamensis är en fjärilsart som beskrevs av Louis Beethoven Prout 1929. Simplicia siamensis ingår i släktet Simplicia och familjen nattflyn. Inga underarter finns listade i Catalogue of Life.